# Par på prov
Par på prov var en svensk version av den amerikanska dokusåpan Wife Swap, som bygger på att två fruar byter familjer med varandra under två veckors tid. 
Under den första veckan får fruarna underordna sig de regler och rutiner som gäller i den nya familjen. Under den andra veckan ges möjlighet att ändra allt i den nya familjen som är nödvändigt. Programidén bygger generellt på att de två medlemmarna från avsnittets två familjer är varandras helt raka motsatser. Programmet har lett till både separation, dödshot mot en deltagare  och tv-sänt bröllop.
Den amerikanska versionen av programmet har visats på TV3, först under originalnamnet Wife Swap och sedan Par på prov Amerika. Den amerikanska versionen har även gått på Kanal 5 under namnet Par på prov USA. Första säsongen av programmet sändes på TV3 hösten 2004. Även ett antal säsonger av den engelska serien har sänts på TV4 Plus. Under våren 2011 började TV4 en ny svensk version av programmet, då under namnet Mamma byter bo.

## Avsnitt

### Säsong 1
| Nr | Mammor                                                  | Sändningsdatum    | Tittarsiffror |
| -- | ------------------------------------------------------- | ----------------- | ------------- |
| 1  | Anna och Brita                                          | 13 september 2004 | 314 000       |
| 2  | Ina och Marie                                           | 20 september 2004 | 422 000       |
| 3  | Maggan och Marie                                        | 27 september 2004 | 388 000       |
| 4  | Ing-Britt och Maria                                     | 4 oktober 2004    | 410 000       |
| 5  | Therese och Vicky                                       | 11 oktober 2004   | 383 000       |
| 6  | Carina och Katharina                                    | 18 oktober 2004   | 414 000       |
| 7  | Annika och Lotta                                        | 25 oktober 2004   | 436 000       |
| 8  | Lina och Michelle                                       | 1 november 2004   | 451 000       |
| 9  | Greta och Milo                                          | 8 november 2004   | 529 000       |
| 10 | okänd                                                   | 15 november 2004  | 500 000       |
| 11 | Linda och Jonna                                         | 22 november 2004  | 569 000       |
| 12 | Ylva och Åsa                                            | 29 november 2004  | 657 000       |
| 13 | Carina, Brita, Hannah, Ing-Britt, Katharina och Therese | 6 december 2004   | 410 000       |
| 14 | Ina, Linda, Lotta, Magdalena, Marie och Milo            | 13 december 2004  | 457 000       |

### Säsong 2
| Nr | Mammor/Pappor    | Sändningsdatum | Tittarsiffror |
| -- | ---------------- | -------------- | ------------- |
| 1  | Kim och Åke      | 14 mars 2005   | 276 000       |
| 2  | Kajsa och Tina   | 21 mars 2005   | 239 000       |
| 3  | Åsa och okänd    | 28 mars 2005   | 277 000       |
| 4  | Anna och Mamtah  | 4 april 2005   | 400 000       |
| 5  | Sofie och Sophie | 11 april 2005  | 350 000       |
| 6  | Ellen och Rosa   | 18 april 2005  | 400 000       |